# مؤسسه میلر
مؤسسه میلر برای پژوهش‌های علمی پایه (انگلیسی: Miller Institute for Basic Research in Science)، پس از اهدای کمک مالی از سوی آدولف سی. میلر و همسرش ماری اسپراگ میلر به دانشگاه کالیفرنیا، برکلی، در سال ۱۹۵۵ در پردیس این دانشگاه تأسیس شد. خواستهٔ آن دو این بود که از این کمک مالی برای تأسیس مؤسسه‌ای «اختصاص‌یافته به تشویق اندیشهٔ خلاقانه و هدایت علم ناب» استفاده شود.